# 95
95 је била проста година.

## Догађаји
- Цар Домицијан и Тит Флавије Клеменс постају римски конзули.
- Домицијан погубљује сенаторе из параноичног страха да планирају да га убију.
- Домицијан наређује римском конзулу Манију Ацилије Глабриону да се спусти у арену Колосеума да се бори против лава. Након што је убио животињу, Домицијан га протерује и убија.